# Смарагд (екзарх Равенни)
Смарагд (д/н — після 611) — державний та військовий діяч Візантійської імперії.

## Життєпис
Був євнухом при дворі імператора Маврикія. З епіграфічних джерел відомо, що тривалий час він був препозитом священного палацу, а можливо також препозитом священної спочивальні.
У 585 році призначений екзархом Італії в Равенні. На той час постала суттєва загроза з боку лангобардів. З останніми уклав 3-річне перемир'я. Разом з тим розпочав перемовини з франками і аварами стосовно спільних дій проти лангобардів. Проте екзарх не зумів досягти значних успіхів, оскільки нові союзники не надали суттєвої допомоги. Водночас Смарагд 588 року відновив равеннський порт Классіс, де за часи Римської імперії знаходилася стоянка імператорського флоту. За допомогою зради Дроктульфа візантійці зайняли укріплення Брексіл через річку По, чим було захищено Классіс з суходолу.
Внаслідок конфліктів на релігійному ґрунті, насамперед переслідування прихильників Северина, патріарха Аквілеї (їх було заарештовано й примушено до підпорядкування римському папі), Смарагда 589 року було відкликано до Константинополя.
603 року імператор Фока знову призначає Смарагда екзархом Равеннським. Спочатку він відмовився повернути лангобардському королю Агілульфу його доньки Гундеперги, яку захопив попередник Смарагда — Каллінік. У відповідь 604 року лангобарди зруйнували міста Кремона й Манутя. Наступною пала важлива фортеця Вултуріна. За цим Агілульф сплюндрував північну Тоскану. Зрештою 605 року Смарагд погодився передати доньку Агілульфу та виплати компенсацію у 12 тис. солідів, внаслідок чого війна з лангобардами була припинена.
608 або 609 року пізніше за наказом Смарагду на римському форумі було споруджено Колонну Фоки. У 611 році вже після повалення Фоки, Смарагд втратив свою посаду й повернувся до Константинополя. Подальша доля невідома.